# August Lüben

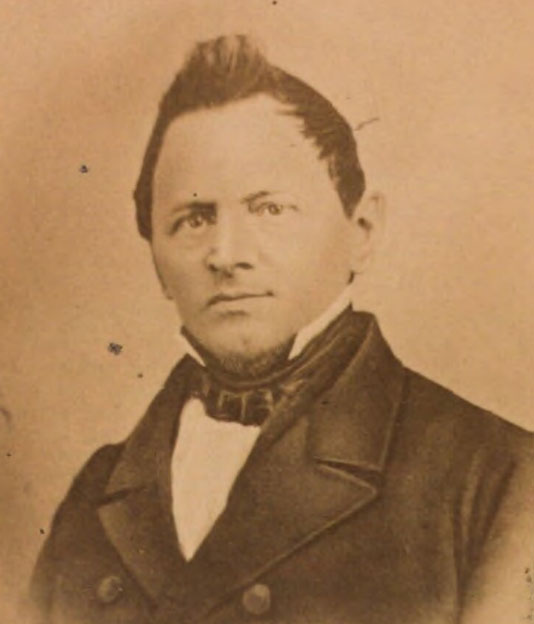
Zeitgenössische Photographie von August Lüben aus seiner Selbstbiographie

August Lüben (* 28. Januar 1804 in Golzow bei Küstrin; † 27. Oktober 1874 in Bremen) war ein deutscher Reformpädagoge und Autor.

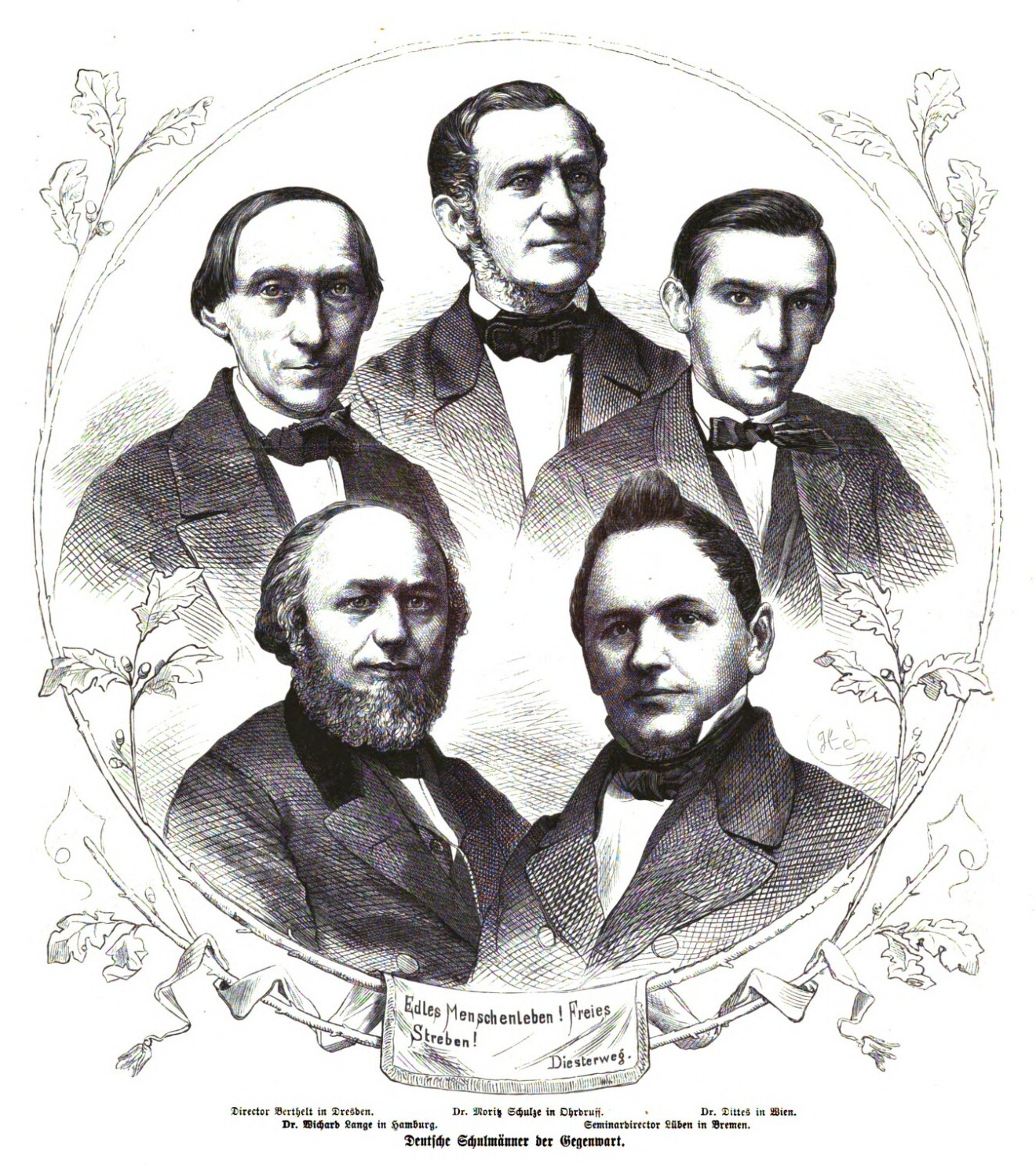
Abbildung deutscher Schulmänner in der Illustrirten Zeitung von 1869; von links nach rechts/oben nach unten: August Berthelt, Adolf Moritz Schulze, Friedrich Dittes, Wichard Lange und August Lüben

## Biografie
August Lüben war das achte Kind des dortigen Lehrers. Bis 1818 besuchte er die von seinem Vater geleitete Dorfschule. Er absolvierte von 1820 bis 1822 das Lehrerseminar in Neuzelle bei Frankfurt an der Oder. Anschließend wurde er bis 1825 Hilfslehrer am Seminar in Weißenfels. Danach war August Lüben Kantor und Lehrer an der Dorfschule in Alsleben (Saale) und wirkte an einer von ihm eingerichtete Präparandenanstalt.
1829 wurde Lüben Lehrer, Oberlehrer und schließlich Rektor der Bürgerschule in Aschersleben und war zudem im Zeichen- und Schreibunterricht am benachbarten Gymnasium tätig. Hier begann er Handbücher für Lehrer zu verfassen, vornehmlich zum naturgeschichtlichen Unterricht. 1832/1836 führte Lüben das Linnésche System in den Schulunterricht ein, um die Beobachtungsfähigkeit und das logische Denken zu schulen.

Anfang 1850 berief die Schulbehörde August Lüben zum Rektor der Bürgerschule für Knaben und Mädchen in Merseburg. Hier gab er ein Lesebuch für Bürgerschulen und eine Einführung zur deutschen Literatur heraus.
1857/58 zog Lüben von Sachsen-Anhalt nach Bremen und er wurde Anfang 1858 Direktor des neu gegründeten Bremer Lehrerseminars, Contrescarpe 147, für das er 1867 einen Lehrplan verfasste. Das Bremer Lehrerseminar war bald Vorbild für andere Seminare in Norddeutschland. Er reiste und forschte in Deutschland, der Schweiz, Italien, Frankreich, Belgien und Holland. Später veröffentlichte Lüben eine Reihe weiterer Bücher und Aufsätze. Sein Nachfolger war 1873 Dr. Georg Credner.

August Lüben gilt als einer der bedeutenden Reformer der Pädagogie für die Volksschule.
Lüben war seit 1827 verheiratet; eine Tochter war mit dem Pädagogen Christoffer Wessel Debbe verheiratet.

## Ehrungen
- Die Lüben-Bank aus Stein, errichtet um 1874 in Bremen, ist eine Stiftung der Bremer Volksschullehrer zur Erinnerung an den Reformer. Die Bank stand am Herdentorsfriedhof, dann um 1950 an einem Weg zum Bürgerpark und danach auf dem Gelände der Pädagogischen Hochschule Bremen an der Lange Reihe 81.[2]

## Werke (Auswahl)
- Leitfaden zum Zeichenunterricht in der Volksschule, 1826
- Handbücher für Lehrer zum naturgeschichtlichen Unterricht, ab 1832–42, u. a.
  - Anweisung zu einem methodischen Unterricht in der Pflanzenkunde, 1832
  - Anweisung zum Unterricht in der Thierkunde und Anthropologie, 1836
  - Leitfaden für den Unterricht in der Naturgeschichte in vier Cursen, 1836
  - Liederbuch für Volks- und Bürgerschulen, 1840
  - Naturgeschichte für Kinder in Volksschulen, 1842
  - Vollständige Naturgeschichte der Säugethiere, 1842
  - Leitfaden zu einem methodischen Unterricht in der Geographie für Bürgerschulen, 1844
  - Die Hauptformen der äußeren Pflanzenorgane in stark vergrößerten Abbildungen auf schwarzem Grunde, 1846
- Lesebuch für Bürgerschulen um nach 1850
- Einführung zur deutschen Literatur, 1851
  - Auswahl charakteristischer Dichtungen und Prosastücke zur Einführung in die deutsche Literatur, 1864
- In: Pädagogischer Jahresbericht für die Volksschullehrer Deutschlands und der Schweiz. . Leipzig: Brandstetter; von 1857 bis 1874: Weiterführung der Bände 10 bis 25
- Lehrplan für die Landschulen des Bremischen Gebietes, 1861
- Lehrplan für das Seminar in Bremen, 1867
- In: Fr. Körner: Praktischer Schulmann; ab 10. Band 10